# أنيا نيديك
أنيا نيديك Ania Niedieck (ولدت عام 1983 في ميتمان) ممثلة ألمانية.
مثلت في دور جانبي عام 2009 في مسلسل تلفزيوني بعنوان Alles was zählt ، قبل أن تحصل على دور البطولة في عام 2010 في إيزابيله رايشنباخ، والتي تجسدها منذ ذلك الوقت.
من الأدوار التي مثلتها: الحرب المحرم 2007 – تحذير إلى كوبرا 11 – داني لوفينسكي 2008.

## وصلات خارجية
- أنيا نيديك على موقع IMDb (الإنجليزية)
- أنيا نيديك على موقع ألو سيني (الفرنسية)
- أنيا نيديك على موقع كينوبويسك (الروسية)